# Новый Мутабаш
Новый Мутабаш (баш. Яңы Мутабаш) — деревня в Мутабашевском сельсовете Аскинского района Республики Башкортостан России. Название происходит от реки Мута, на притоке которой расположена деревня.

## Физико-географическая характеристика

### Географическое положение
Деревня расположена на западе Уфимского плато в Среднем Приуралье, в бассейне реки Быстрый Танып. Окружена низкогорьем высотой ~250 метров.

### Климат
Климатический регион, в котором находится деревня, относится к таёжной природно-климатической зоне Восточно-Европейской равнины. Его можно назвать умеренно-континентальным, однако ввиду дальности от крупных городов, и, соответственно, низкого уровня потепления, климат несколько жёстче, чем, например, в Нефтекамске: по сообщениям местных жителей, в деревне нередко встречаются температуры ниже -45°C зимой, однако летом температуры достигающие +40°С встречаются значительно реже. Климат достаточно влажный, лето тёплое, а зимы очень морозные, с нередкими буранами: 40-65 дней в году.

## Население
| 2002 | 2009 | 2010 |
| ---- | ---- | ---- |
| 65   | ↘53  | ↘45  |

Согласно переписи 2002 года, преобладающая национальность — башкиры (97 %).

## Географическое положение
Расстояние до:
- центра сельсовета (Старый Мутабаш): 5 км,
- районного центра (Аскино): 42 км,
- ближайшего города (Чернушка): 60 км,
- ближайшего крупного города (Нефтекамск): 170км.